# Sadyzm

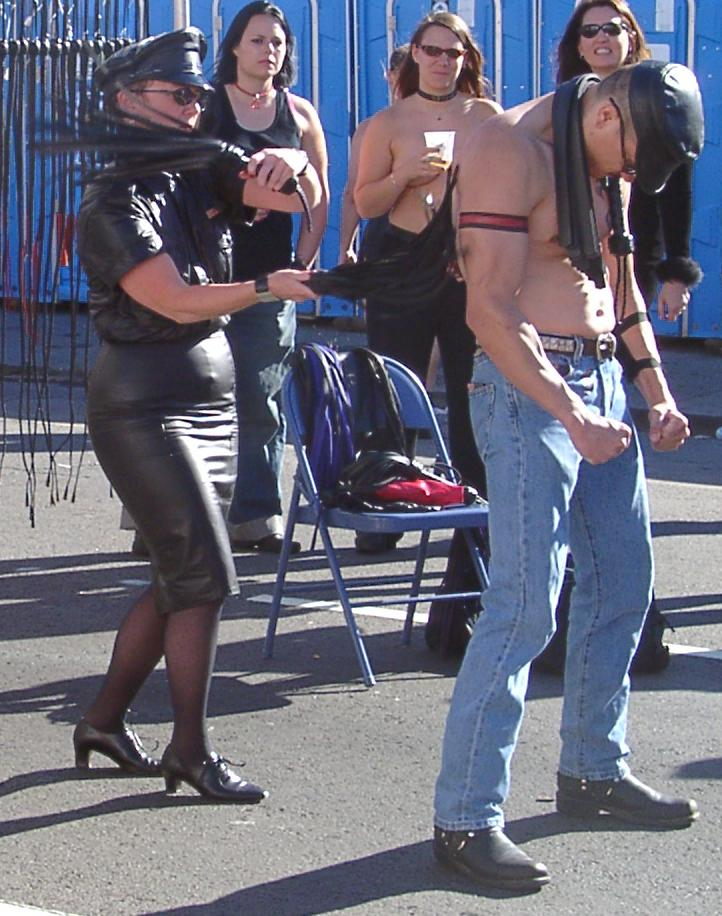
Demonstracja chłosty podczas Folsom Street Fair 2004.

Sadyzm – rodzaj zaburzenia seksualnego (parafilii), w którym jednostka odczuwa podniecenie seksualne w wyniku zadawania partnerowi fizycznego i psychicznego bólu oraz upokarzania go. Jego przeciwieństwem jest masochizm, dlatego związki sadomasochistyczne mogą stanowić źródło satysfakcji dla obu stron.
Nazwa sadyzm pochodzi od nazwiska markiza de Sade'a, powieściopisarza żyjącego na przełomie XVIII i XIX wieku, który zasłynął barwnymi opisami praktyk sadomasochistycznych. Potocznie terminu sadyzm używa się nieprawidłowo także ogólnie na określenie okrucieństwa zadawanego człowiekowi (czasami także zwierzęciu), bez kontekstu seksualnego.
Sadyzm należy różnicować z okrucieństwem w kontaktach seksualnych, będących przejawem np. zaburzeń osobowości takich jak psychopatia.

## Podstawy biologiczne
Sadyzm może mieć podstawy biologiczne i być przydatny dla grupy, gdyż bywa obserwowany też u zwierząt.